# プルートのありがた迷惑
『プルートのありがた迷惑』（プルートのめいわく、『原題：Pluto's Sweater』）は、ウォルト・ディズニー・プロダクション（現：ウォルト・ディズニー・カンパニー）が製作した1949年4月29日公開のアニメーション短編映画作品。プルートの短編映画シリーズの一作品である。

## あらすじ
ある日、手編みの赤いセーターを作っていたミニーマウス。プルートはそれが自分に着せるためのものだと知り、セーターを絶対に着たくないプルートはソファーの下に隠れる。しかしフィガロがミニーに密告したことでバレ、無理やり着せられることに。鏡で自分のセーター姿を見て驚愕するプルートだが、ミニーに外で遊ぶよう家から出されてしまう。
近所の犬達にまで大笑いされたプルートは、家の近くにあった原っぱへ逃げるように歩き出す。みっともないセーターに辟易したプルートは何とかして脱ごうと奮闘するがうまく行かない。
疲れ果てた所、プルートは木の杭を見つけ、セーターの袖を杭に巻き付けダッシュして抜け出すことを画策。しかし途中で袖が解けてしまい、プルートは弾き飛ばされた反動で池に落ちてしまう。池から這いあがった後、セーターは濡れたことで縮みだし覆面のようになる。
帰宅してようやくセーターを脱げて喜ぶプルートだが、ミニーは折角作ったセーターが縮んでしまったことに泣き崩れる。罪悪感を感じたプルートは、縮んだセーターはフィガロにピッタリだとミニーに促す。泣き止んだミニーに無理やりセーターを着せられるフィガロを見てプルートは大笑いし、フィガロは怒って唸り声をあげるのであった。

## スタッフ
- 製作：ウォルト・ディズニー
- 監督：チャールズ・A・ニコルズ
- 脚本：ミルト・シェーファー、エリック・ガーニー
- 音楽：オリバー・ウォレス
- 背景：ブライス・マック

## 声の出演
| キャラクター | 原語版               | 吹き替え版 |
| ------------ | -------------------- | ---------- |
| ミニーマウス | ルース・クリフォード | 水谷優子   |
| プルート     | ピント・コルヴィグ   |            |

## 日本での公開

### 収録
- 『夢と魔法の宝石箱　ゆかいなディズニー』（VHS、バンダイ、旧吹き替え版）